# Keygen

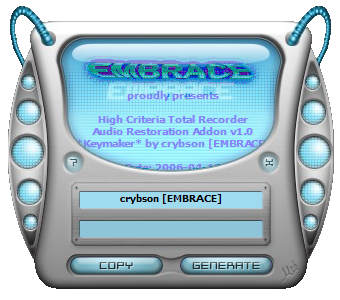
Ejemplo de la interfaz de un keygen.

Un keygen (del inglés key generator, generador de claves) también llamado KeyMaker, es un programa informático que al ejecutarse genera un código (serial) para que un determinado programa de software de pago en su versión de prueba (Trial) pueda ofrecer los contenidos completos del programa ilegalmente y sin conocimiento del desarrollador. Normalmente los keygens son archivos ejecutables (en formato *.exe) que se ejecutan sin necesidad de ser instalados. Suelen pesar muy poco (menos de 1 MB).
Existen varios tipos de keygens, los normales pueden burlar la seguridad del programa, pero también hay otros keygens que son más complejos y permiten desbloquear más aplicaciones. Un keygen no desbloquea los programas demo ya que el programa no tiene toda la funcionalidad del programa registrado y solamente se puede obtener comprándolo desde su página web.
Es muy común el pensar que un keygen y un crack son lo mismo. Lo cierto es que, aunque se utilizan para lo mismo, usan sistemas diferentes: mientras que un keygen es un ejecutable que genera un código o serial para poder desbloquear el programa, un crack simplemente hace una modificación sobre el programa para poder "completarlo". Es mejor un keygen, ya que un crack realiza una modificación para registrarlo y, al actualizarlo, se reemplaza el ejecutable crackeado y lo cambia por el nuevo volviéndolo demo o trial otra vez. Es por ello que se prefiere un keygen, en vez de un crack o patch.
Los creadores de los programas "keygen" introducen en dicha aplicación el algoritmo utilizado para generar los códigos de desbloqueo, y puede permite al usuario obtener infinitos códigos (según el tipo de algoritmo y si permite realizarlo). Actualmente, las empresas fabricantes del software más solicitado utilizan otros métodos para el desbloqueo de las versiones de prueba, que exigen al usuario registrar el producto telefónicamente antes de activarlo completamente. Además, algunos programas, sobre todo los más costosos, tienen código único para cada unidad, lo que evita el uso de algoritmos por parte del fabricante, e imposibilita el uso de cualquier generador de claves (keygen). Otro método utilizado por parte de los fabricantes, y, quizá el que más evita la falsificación, es el de diferenciar entre versión de prueba y versión definitiva. Una vez terminado el periodo de evaluación, el programa solo puede ser desinstalado, y para seguir utilizándolo el usuario debe volver a descargar la versión completa previo pago. Otro método muy importante es comprobar la licencia en línea para evitar que lo puedan registrar. Con este método tendrían que poner un registro local (es decir, sin conexión) para que la gente sin conexión a internet pueda registrarse, en el cual se pueda crear el keygen.
También existen sistemas de licencias ya hechos que permiten tener el programa completamente protegido. Otra opción para los usuarios ilegales sería que pueden existir desprotectores genéricos para ellos.
El primer keygen que apareció en la red fue habilitado en el año 1985, cuando recién estaban apareciendo las computadoras e Internet, su creador es Irving Chang y el programa a desbloquear era un simple juego que era previo pago (el juego era una máquina de castillo).
A 2021 existen muchos equipos (teams en inglés) en los que se junta gente a fin de crackear diversas aplicaciones, algunas por interés, otras por dinero.
- Datos: Q849945